# چلچله کنگو
چلچله کنگو (نام علمی: Riparia congica) نام یک گونه از سرده چلچله‌های کرانه‌ای است.